# Liophidium torquatum
Liophidium torquatum är en ormart som beskrevs av Boulenger 1888. Liophidium torquatum ingår i släktet Liophidium och familjen snokar. Inga underarter finns listade i Catalogue of Life.
Arten förekommer nästan på hela Madagaskar med undantag av sydvästra och nordöstra delen. Den lever i torra eller fuktiga lövfällande skogar samt i buskskogar och på gräsmarker. Honor lägger ägg.
Skogarnas omvandling till jordbruksmark påverkar beståndet i viss mån. Liophidium torquatum har ganska bra anpassningsförmåga. IUCN kategoriserar arten globalt som livskraftig.